# Salido
Salido is een bestuurslaag in het regentschap Zuid-Pesisir van de provincie West-Sumatra, Indonesië. Salido telt 7079 inwoners (volkstelling 2010).